# The Peel Sessions (album The Cure)
The Peel Sessions – wydany w 1988 roku minialbum zawierający sesję zespołu The Cure nagraną 4 grudnia 1978 roku do programu Johna Peela w stacji radiowej BBC Radio 1. Program został wyemitowany 11 grudnia tego samego roku.

## Lista utworów
Wszystkie piosenki zostały napisane i wykonane przez Roberta Smitha, Laurence’a Tolhursta i Michaela Dempseya.
| 1. | Killing an Arab      | 2:30  |
|    |                      |       |
| 2. | 10.15 Saturday Night | 3:45  |
|    |                      |       |
| 3. | Fire in Cairo        | 3:20  |
|    |                      |       |
| 4. | Boys Don't Cry       | 2:50  |
|    |                      |       |
|    |                      | 12:25 |
|    |                      |       |